# Castell de Xàtiva

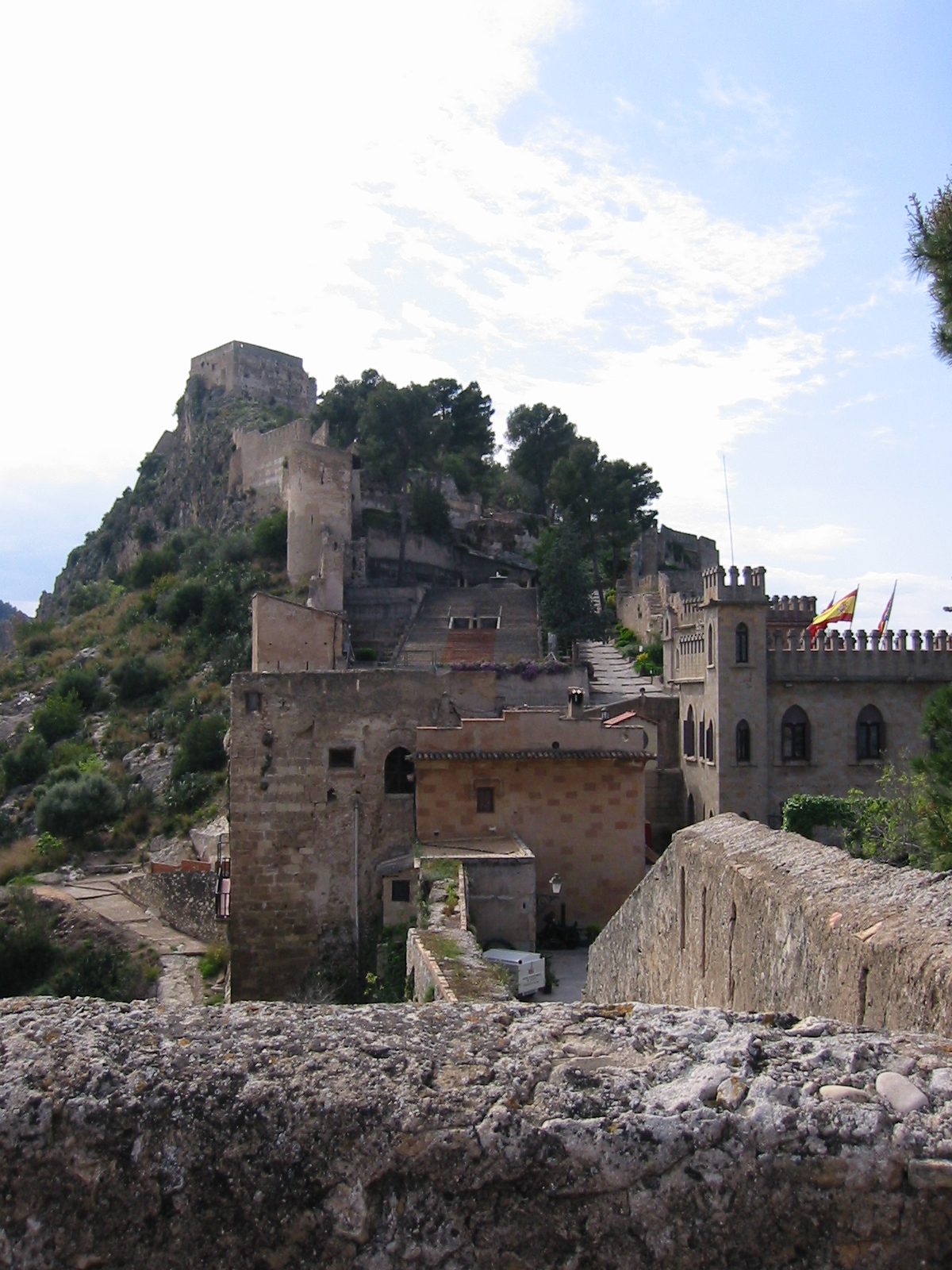
Castell de Xàtiva

El Castell de Xàtiva és una doble fortalesa situada a la serra del Castell a dalt de la ciutat valenciana de Xàtiva.
Aquesta doble fortalesa apareix a l'escut de Xàtiva que té com a element central una torre de la qual partixen dos braços emmurallats que acaben en un castell cadascú que representen els dos castells de Xàtiva. El Castell de l'esquerra rep el nom tradicionalment de Castell Menor, mentre que el castell de la dreta rep el nom de Castell Major.
Durant gairebé tota l'existència del Regne de València, el Castell de Xàtiva i la mateixa ciutat foren un plaça molt important per a aquest. El motiu era que Xàtiva era l'entrada natural des del Regne de Castella i, per tant, era un punt clau en el control del regne. Si bé és cert que amb la unificació de les corones hispàniques (que no dels regnes), aquest paper no fou tan important, el fet que continuara sent una presó d'Estat durant el segle xvi i que Xàtiva era la capital de la Governació dellà lo Xúquer i la segona ciutat del Regne, feren que el Castell continuara jugant un paper important fins a la Guerra de Successió.
Durant quasi tot aquest temps se la va considerar una de les millors fortaleses no sols de la Corona d'Aragó, sinó de tota la península. Així, en una confrontació convencional i amb una bona guarnició i provisions, resultava força inexpugnable. Per un costat, el que dona a Bixquert, és a dir, a l'interior muntanyós de València, des d'on era difícil que vinguera un atac, els dos Castells de Xàtiva estaven protegits pels penya-segats de la serra Vernissa, mentre que per l'altre, els atacants havien de superar el joc de muralles: en primer lloc una muralla principal que protegia tota la ciutat, i en segon lloc diverses muralles secundàries. Superat això, quedava la dificultat d'entrar en la fortalesa, ja que, al tractar-se de dos castells i no d'un, els defensors podien retirar-se al segon si veien perdut el primer.

## Orígens
Aquesta fortificació té els seus orígens en una construcció ibèrica que aprofitava una de les parts més altes de la muntanya en aquest punt (Castell Menor). Els romans, posteriorment, en conquerir-la, van afegir en l'altre punt elevat que presentava la muntanya una segona fortalesa que es comunicava amb l'anterior (Castell Major). Totes dues van ser reformades pels àrabs, que a més eixamplaren la muralla de Xàtiva, fins a fer-lo coincidir pràcticament amb la coneguda actualment. Després amb majors o menors reformes, aquestes muralles i el castell afrontaren la conquesta de Jaume I, les Germanies i la Guerra de Successió, però la base del conjunt arquitectònic fou aquesta.

## Presó d'Estat
Després de la conquesta de Jaume I i la creació del Regne de València el Castell complí la funció no sols de defensar la ciutat sinó de Presó d'Estat de la Corona d'Aragó. Així entre altres presoners cèlebres allí hi estigueren: Els infants de Cerda, Alfonso i Fernando, nets d'Alfons X el Savi, Jaume d'Aragó, el Comte d'Urgell, Maroto Ugolen comanador de l'orde de Sant Joan, Jofre VII de Rocabertí, Hug Roger III de Pallars Sobirà, el Marqués d'Oristany, Pere Quixal, Abat de Poblet, Didac de Borja, germà de Francesc de Borja i el duc de Calàbria.

## Decadència

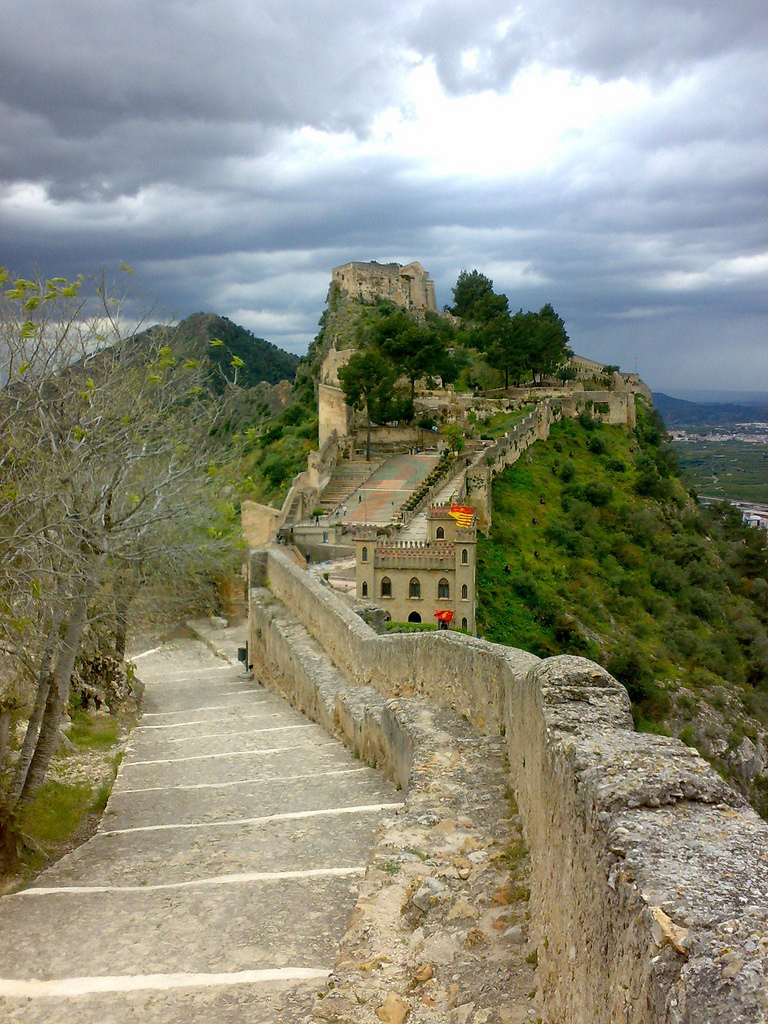
Castell de Xàtiva

La decadència del Castell de Xàtiva va arribar amb la Guerra de Successió, ja que en aquesta s'utilitza artilleria pesant capaç de fer malbé en poc de temps les antiquades muralles que defensaven la ciutat. Conscient d'això, Joan Baptista Basset com a general de les tropes austriacistes de València, i com a enginyer i artiller que era, va reforçar totes defenses de Xàtiva i especialment el Castell. De fet encara es conserva una torre al castell coneguda com a Garita Basset. El seu esforç li serví per eixir amb èxit d'un primer setge a Xàtiva el maig de 1706 conduït pel Comte de les Torres de Acorrin, però l'any següent, ja sense Basset i davant d'una artilleria més pesada, les muralles de la ciutat van ser assaltades en dos punts i el Castell patí molts danys. Tot i això, les tropes de d'Asfeld, que provenien de la victòria a la batalla d'Almansa no pogueren arribar fins al Castell a causa del seu caràcter elevat i es dedicaren a bombardejar-lo. Aquest sols es rendí després que la guarnició majoritàriament anglesa i en oposició a les intencions de catalans i maulets, pactà amb el francés l'eixida el 12 de juny de 1707 (després d'un mes llarg de setge). A partir d'aquí, tot i que encara seria utilitzat en la Guerra del Francés, el castell entrà en decadència a causa sobretot de l'extermini de Xàtiva, però també del terratrèmol del 1748 i de la Guerra del Francés a principis del segle xix.

## Segle XX i segle XXI
Ja al segle xx, el Castell passa a mans de Gregori Molina, un empresari acabalat que havia fet fortuna amb la fabricació de paper (indústria tradicional a Xàtiva). Sembla que les intencions de l'empresari eren construir-se un xalet a la vella fortalesa. A aquest el va convèncer Carles Sarthou, cronista oficial de Xàtiva i director del Museu de l'Almodí perquè lluny d'enderrocar, respectara l'estil arquitectònic del conjunt i es construïra un edifici que harmonitzara amb la resta. El resultat va ser el conjunt neogòtic que ocupa la part central del Castell i que apareix a la fotografia adjunta en primer terme. Aquest conjunt va vindre a constituir un tercer castell que s'afegia als altres dos. Més tard, el Castell va ser adquirit per la Caixa d'Estalvis de València (després Bancaixa i actualment Bankia) i aquesta li la va vendre a la Generalitat Valenciana.
Actualment, el Castell és patrimoni de tots els valencians, i és gestionat per l'Ajuntament de Xàtiva. Si bé en l'entrada principal onegen les banderes oficials, a dalt dels dos Castells, sols es troba la Senyera de Xàtiva. A banda de ser una visita turística destacada i de les exposicions permanents que allí s'hi troben, al castell també s'hi celebren bodes civils.

## Arquitectura
El castell de Xàtiva s'estructura en dues zones, el Castell Major (a la dreta) i el Menor (a l'esquerra). S'hi accedeix al conjunt per una escarpada costera fins a arribar a la Porta Ferrisa o de Ferro. Aquesta porta és una reconstrucció moderna de l'anterior, porta principal del castell, i té l'escut de la ciutat flanquejat per dos amb armes reials al capdamunt. Davant de la porta Ferrisa existí la Porta Forana. A continuació s'accedeix a la plaça d'armes, el pati central del castell i nexe d'unió dels dos (el Major i el Menor). Ací se situa la torre neogòtica del segle XX i altres edificacions que contenen diversos serveis, com ara un restaurant i exposicions temàtiques sobre els castells. També es troba la Porta del Socors que és la porta posterior principal del castell i dona a la vall de Bixquert. Ací fou mort el senyor de Sumacàrcer i de l'Alcúdia, Lluís Crespí de Valldaura pels agermanats de Xàtiva el 14 de juliol de 1521.

### Castell Major
A la dreta de la plaça d'armes es troba la Capella de Sant Jordi, edifici també neogòtic però construïda probablement sobre el solar de l'antiga Capella de Santa Anna del castell Menor, aquesta existia en els segles xiv i xv, segons un gravat de 1564, ja que cada castell tenia la seua capella. En aquest punt comença el castell Major, ací se situava la primera porta d'aquest.
Continuant l'ascensió trobem una zona enjardinada amb una escalinata on destaca la presència de tres canons abans ubicats a la plaça d'armes. Aquestos s'esmenten ja en 1580 però foren refosos el 1690 i s'utilitzaren en la Guerra de Successió, tornen a aparèixer en els inventaris del castell de 1742. Més amunt està l'anomenada Torre Redona, anomenada així en les obres de reparació de 1411 i 1580. Seguint el camí ascendent trobem les restes de la segona porta del Castell Major, amb restes d'opus spicatum, paviment en forma d'espiga d'origen romà. La porta era en colze i protegida per torres. Al final del mur d'aquesta porta trobem el forn musulmà, utilitzat pels guardes del castell que tenien ací els seus habitatges i esmentat en obres fetes als anys 1461 i 1580. Entre aquesta porta i la del Malanyat es troba un dels molts aljubs del castell, aquest d'origen àrab. Més endavant està l'anomenada Porta del Malanyat o de la Devesa. Per aquesta es deixava eixir a pasturar el bestiar que abastia els guardes a la zona de la Devesa o del Malanyat. En aquesta zona, un poc més avall i fora del recinte del castell, es troben quatre aljubs d'època romana però amb les voltes gòtiques.

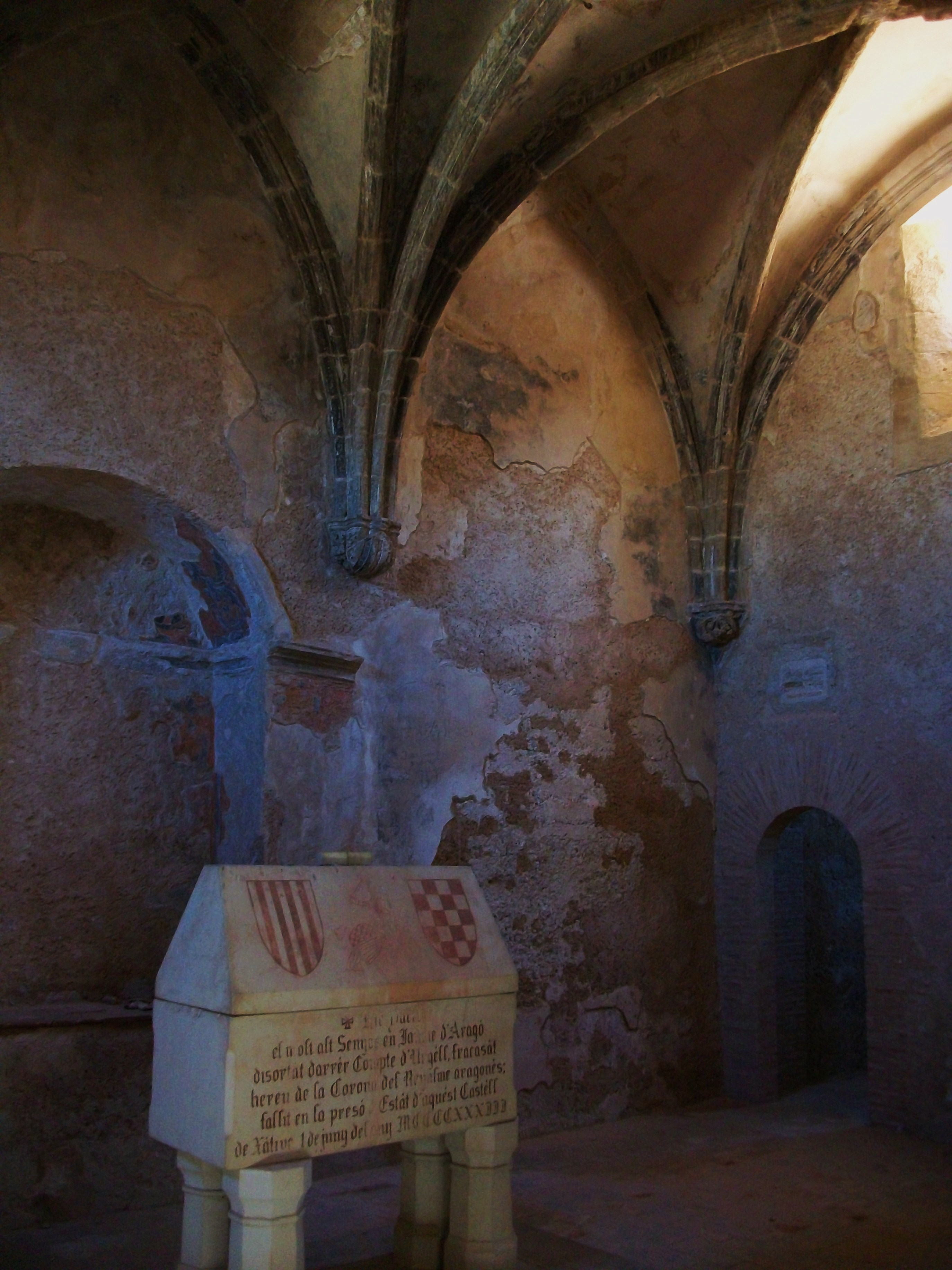
Capella de Santa Maria amb el sepulcre de Jaume d'Urgell

Tornant al camí ascendent s'arriba a l'aljub superior, de grans dimensions i amb la volta caiguda, que regava el jardí o l'hort del Duc de Calàbria, situat en la part baixa d'aquest. Davant de l'aljub està la tercera porta del castell major, anomenada Portal de Santa Maria, per la seua proximitat a la capella del mateix nom. És una porta en colze, com totes les portes musulmanes, reconstruïda el 1415 amb paviment de 1439.
Travessada la porta s'ubica la capella del castell major, la capella de Santa Maria, la construcció millor conservada de tot el recinte. Fou edificada en 1276 però l'actual és gòtica, reconstruïda per mandat de la reina Maria, muller d'Alfons el Magnànim, entre 1431 i 1434. És un edifici de xicotetes dimensions, amb porta lateral de dovelles semicirculars emmarcades per una llinda rectangular. L'interior és d'una sola nau amb tres voltes de creueria que arranquen de permòdols que ostenten les armes reials, també presents a les claus de volta. En el centre de la capella es va col·locar fa unes dècades un sarcòfag modern que suposadament conté les despulles del comte d'Urgell, Jaume, pretendent a la Corona d'Aragó en el Compromís de Casp i pres en el castell, on va morir. Altres personatges soterrats a la capella serien els següents presoners: Martin Díez d'Aux, Pere Brunor, Jaume d'Aragó i Arenós, Lleonard d'Alagón, marques d'Oristany i Hug Roger III, últim comte de Pallars.
Enfront de la capella s'alça la base de la torre de Sant Jordi. La base d'aquesta torre és romana però es va reparar en 1433. Era una de les torres més altes de tot el castell però va quedar malmesa en el terratrèmol de 1748 i durant la Guerra del Francés.
Més amunt hi ha el primer pati de la seloquia, estança esmentada en 1411 i 1545 i que era com s'anomenava la part més alta dels castells musulmans. Tenia dos patis al voltant dels quals es distribuïen diverses sales, les sales morisques i les del Duc de Calàbria. Conserva restes del paviment antic d'opus spicatum. De les habitacions de l'alcaid i dels guardes es conserven dos arcs gòtics del segle xv en mal estat.
La Presó Fosca o masmorra del Comte d'Urgell és la construcció més rellevant històricament del castell, ja que hi van ser captius moltes personalitats destacades, funcionant com a presó d'Estat de la Corona d'Aragó com s'ha dit anteriorment. A l'entrada de la presó hi ha una placa amb els noms d'alguns dels presos, des del segle xiii fins al XVI, són: els infants de la Cerda, fills de Ferran de la Cerda, Alfons i Ferran, Domènec Martí, Jaume IV de Mallorca, el comte de Passanet, lo captiu sicilià, el comte d'Urgell, Martín Díez d'Aux, justícia d'Aragó, Maroto Ugolen i Federico Cegonya, Tròyol Mur de Rossano i Pere Brunor, napolitans; Carlo Cassini, Joan de Beaumont, Manuel Fenolleda, Jaume d'Aragó, Gandia i Arenós; els cavallers catalans Jofre VII de Rocabertí, vescomte de Rocabertí, baró de Cruïlles i mossén Guerau de Cervelló; Lleonard d'Alagó, marqués d'Oristany amb els seus dos germans i dos fills i el baró de sant Luri (Sardenya); Hug Roger III comte de Pallars, Mansor Adaggi i Jusef Berbí, cavallers de Tunis; Ferran d'Aragó, duc de Calàbria; Rodrigo de Mendoza, marques de Zenete; Vicencio Benedito i Claudio Imperatore, sicilians; Pere Queixal, abat de Poblet; Francesc Joan Martí i Dídac Lladró; i Dídac de Borja, germà de Francesc de Borja i decapitat al castell en 1562.
Sobre l'entrada de la presó fosca va existir la Sala Nova del Duc de Calàbria on va estar reclòs el Duc de Calàbria durant deu anys. D'ella només es conserva un finestral renaixentista però de ressonàncies gòtiques, datat entre 1512 i 1522. El mirador actual està sobre l'antiga Torre Redona, anomenada en 1406 Torre del Malmenat.
També hi ha una cisterna, la més alta del castell, i l'escala que pujava a la sala nova del duc i a la torre, on estava la campana del castell. La campana servia per a les alarmes, canvis de guàrdia i inclús per a les hores de les tandes de reg dels llauradors de l'horta, com consta en obres fetes en 1648.
En la part més alta del castell estava la Torre de la Fe de la qual només resten els fonaments. Formava parella amb la torre de Sant Jordi, sent la torre més alta del castell i tenia al costat les sales morisques i el segon pati de la seloquia (lloc on fou degollat el 1562 Dídac de Borja). La torre va quedar destruïda en 1563 per una explosió de pólvora i reconstruïda en 1569. Fou definitivament enderrocada pel terratrèmol de 1748 i en 1813. Al costat d'aquesta torre i ja en la part més alta de la saloquia hi ha una torre redona d'on s'observa magníficament la ciutat.
Fora del recinte emmurallat hi ha la Garita Basset, una torre albarrana anomenada així per haver estat reparada pel general austriacista Joan Baptista Basset en 1705.

### Castell Menor

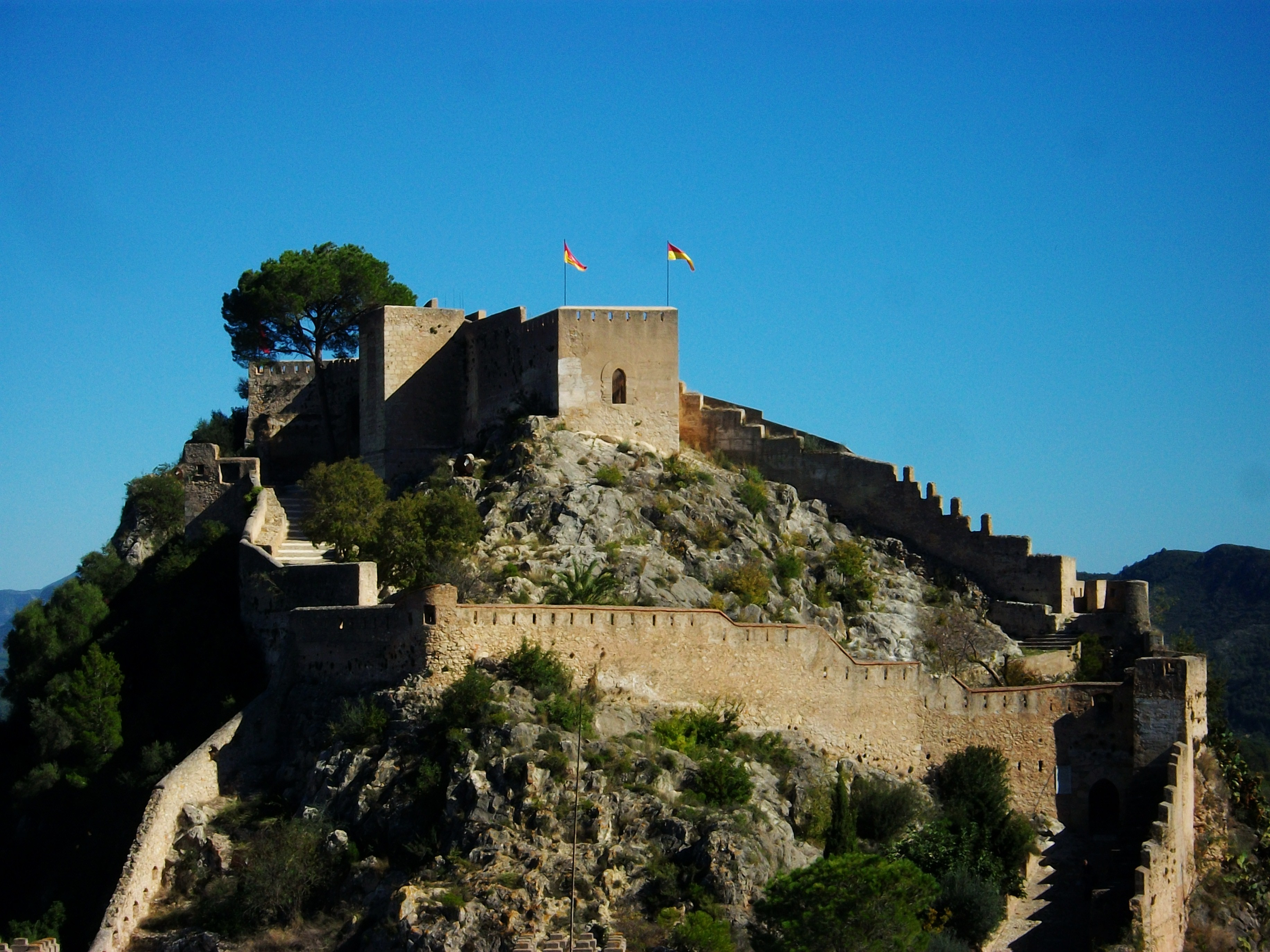
Castell Menor

El Castell Menor se situa a l'esquerra de la plaça d'armes i és de menors dimensions encara que més antic. S'accedeix a través de la Porta d'Hanníbal, gòtica del segle xv. Es diu que per ací va entrar el general cartaginés Hanníbal Barca, i després el general romà Escipió durant la Segona Guerra Púnica. Passada aquesta porta vorem la torre quadrada del castell menor amb la base constructiva datada de l'època romana.
Per accedir al recinte superior del castell menor s'ha de traspassar la segona porta i la torre gòtica, és un portal en colze (com és característic de les defenses musulmanes) i gòtic, ja que la torre fou reparada en el segle xv. Dins d'aquest recinte s'alça la Torre de la Reina amb un balcó modern, l'anomenat balcó de la reina Himilce. Himilce, reina en llengua púnica, era una dona ibèrica natural de Castulo i dona d'Hanníbal, que va tindre un fill en aquest castell en el 218 aC segons el poeta llatí Silius Italicus.
A l'interior del recinte trobem l'aljub del castell menor, els antics pessebres i quadres (al costat de la muralla nord) o les latrines.
A la part més alta del castell hi ha la Torre de l'Esperó, anomenada així des del segle xiv per la seua situació defensiva, similar a l'esperó d'un cavall. Com en el castell major, aquest castell també té torres albarranes fora de les seues muralles, servien de punts d'observació i defensa.